# Desmond Hoyte
Hugh Desmond Hoyte (Georgetown, Guyana, 9 de marzo de 1929 - Ibídem, 22 de diciembre de 2002) fue un médico y político guyanés que fungió como tercer presidente de al República Cooperativa de Guyana entre 1985 y 1992. Como último primer ministro del gobierno de Forbes Burnham desde 1984, Hoyte asumió la presidencia tras su muerte en agosto de 1985. Hamilton Green fue su primer ministro y vicepresidente, manteniéndolo durante todo su mandato. Fue candidato presidencial del Congreso Nacional del Pueblo (PNC), partido gobernante desde 1964, en las elecciones generales de diciembre de ese mismo año obteniendo el mayor porcentaje histórico de su partido (78.54%) en medio de acusaciones de fraude electoral masivo por parte de la oposición.
La permanencia en el poder de Hoyte se vio marcada por profundos cambios en el país caribeño. Acosado por el desgaste económico heredado por las políticas económicas socialistas de Burnham, Hoyte aceptó emprender reformas estructurales, si bien mantuvo la retórica del líder anterior con respecto al «socialismo cooperativo». Instauró reformas de libre mercado, iniciando conversaciones con el Fondo Monetario Internacional a partir de 1988. Más tarde, comenzó a negociar con el líder de la oposición, Cheddi Jagan, del Partido Progresista del Pueblo, y otros partidos políticos para limpiar el proceso electoral. Los comicios generales previstos para 1990 fueron pospuestos sucesivamente mientras se realizaban las reformas requeridas para que el proceso fuera libre y justo. A pesar de sus escasas probabilidades de éxito, Hoyte se presentó a la reelección en las elecciones de 1992, resultando ampliamente derrotado por Jagan. El gobierno reconoció el triunfo del PPP y Hoyte entregó el cargo a Jagan el 9 de octubre de 1992, formalizándose la primera transición democrática desde la independencia guyanesa.
A pesar de la derrota, Hoyte logró mantener al PNC como una fuerza competitiva en elecciones libres, lo que le permitió seguir siendo líder del partido hasta su muerte. Fue candidato presidencial tanto en 1997 como en 2001, en ambas siendo derrotado por los candidatos del PPP, Janet Jagan y Bharrat Jagdeo respectivamente. Falleció en Georgetown el 22 de diciembre de 2002, a los 73 años, por una afección cardíaca. El PNC no recuperó el poder hasta 2015, trece años después de su muerte.